# انتهایم (کمون)
انت‌هایم (به فرانسوی: Entzheim) یک کمون (فرانسه) در فرانسه است که در با-رن واقع شده‌است. انتهایم ۸٫۱۷ کیلومتر مربع مساحت دارد.